# Jannicke Mikkelsen
Jannicke Jane Mikkelsen (Edinburgh, 8 giugno 1986) è una direttrice della fotografia e regista scozzese naturalizzata norvegese.
Mikkelsen è direttrice della fotografia e regista, che ha lavorato nel campo della cinematografia in realtà virtuale (VR), animazione 3D e tecnologia di realtà aumentata, concentrandosi su tecnologie di frontiera e combinando la produzione cinematografica tradizionale con nuove tecnologie per film girati in aree remote.
Il 1º aprile 2025 partirà nello spazio con il ruolo di comandante del veicolo Crew Dragon Resilience per la missione Fram2 gestita da SpaceX e finanziata dall'imprenditore Chun Wang.

## Biografia

### Primi anni
Mikkelsen è nata a Edimburgo, in Scozia. All'età di 10 anni ha avuto un incidente a cavallo che l'ha resa paraplegica per un periodo. È poi riuscita a riacquisire l'uso delle gambe. Jannicke ha sviluppato un interesse per la tecnologia 3D all'età di 12 anni durante un progetto scolastico sulla mappatura 3D utilizzata dalla NASA. Affascinata da questa tecnologia, iniziò a esplorare la fotografia stereoscopica e si unì a una comunità online sull'argomento. Nello stesso periodo, dopo aver provato il pattinaggio artistico, si è dedicata al pattinaggio di velocità a livello agonistico. Ha studiato alla National Film and Television School a Beaconsfield, in Gran Bretagna. È arrivata terza nei 3000 metri ai Campionati Nazionali Norvegesi del 2005. Ha fatto parte dei club di pattinaggio Drammen Skøiteklub e Geithus Sports Club.

### Carriera nella cinematografia 3D
Nel 2009, Mikkelsen è diventata operatrice di ripresa specializzata in stereoscopia e ha raggiunto il collega Florian Maier in Germania per lavorare a film 3D. Hanno partecipato alla realizzazione di film come Vic the Viking 2: Thor's Hammer e Hansel and Gretel: Witch Hunters. Il loro lavoro è stato premiato due volte dalla Advanced Imaging Society con il Lumière Award per la migliore stereografia.

### Transizione alla realtà virtuale
Con il calo della popolarità del cinema 3D, Mikkelsen si è orientata verso la realtà virtuale. Ha proseguito gli studi alla National Film and Television School di Londra, dove ha scritto una tesi sulla storia della stereoscopia. La sua ricerca l'ha portata a collaborare con Dr. Brian May, chitarrista dei Queen e appassionato di fotografia stereoscopica.
Dopo la laurea, Mikkelsen ha collaborato con Alchemy, la divisione VR di Atlantic Productions, per realizzare documentari immersivi a 360°, incluso Great Barrier Reef di David Attenborough. Tuttavia, è stata la collaborazione continuativa con Brian May a segnare una svolta nella sua carriera.
Nel 2016, Mikkelsen ha diretto VR The Champions, un concerto immersivo in 3D e a 360° dei Queen. Il progetto includeva una camera su drone per catturare l'esperienza del pubblico. Questo film innovativo le ha fatto ottenere un Imago Award.
Nel 2018, ha realizzato l'installazione VR interattiva Lunar Window presso il Kennedy Space Center Visitor Complex, per celebrare il cinquantesimo anniversario dell'Apollo 11.
Nel 2019, ha partecipato come specialista del carico utile al volo attorno al mondo One More Orbit Mission, insieme all'astronauta Terry Virts e Hamish Harding, come videografa e responsabile dei dati della missione.
Nel 2022, è stata responsabile degli effetti visivi del film Stowaway.
Ha inoltre lavorato come consulente per varie produzioni cinematografiche, contribuendo con la sua esperienza in tecnologie avanzate per telecamere ed effetti visivi.

### Volo spaziale privato
Nell'agosto 2024 è stata nominata comandante della navetta Crew Dragon durante la missione spaziale privata Fram2 di SpaceX che sarà la prima missione a sorvolare entrambi i poli terrestri. Diventerà così la prima astronauta norvegese a comandare una navetta spaziale. Il lancio è previsto per il 1º aprile 2025.